# Port lotniczy Święta Katarzyna
Międzynarodowy port lotniczy Święta Katarzyna – lotnisko Egiptu, znajduje się w pobliżu miejscowości Święta Katarzyna, w pobliżu Góry Synaj.